# (24156) Hamsasridhar
(24156) Hamsasridhar est un astéroïde de la ceinture principale d'astéroïdes.

## Description
(24156) Hamsasridhar est un astéroïde de la ceinture principale d'astéroïdes. Il fut découvert le 15 novembre 1999 à Socorro (Nouveau-Mexique) par le projet LINEAR. Il présente une orbite caractérisée par un demi-grand axe de 2,39 UA, une excentricité de 0,15 et une inclinaison de 3,8° par rapport à l'écliptique.

## Compléments